# Grant Township (comté de Story, Iowa)
Grant Township est un township du comté de Story en Iowa, aux États-Unis,.

## Source de la traduction
- (en) Cet article est partiellement ou en totalité issu de l’article de Wikipédia en anglais intitulé « Grant Township, Story County, Iowa » (voir la liste des auteurs).